# Бехштейн, Иоганн Маттеус
Иоганн Маттеус Бехштейн  (нем. Johann Matthäus Bechstein; 11 июля 1757, Вальтерсгаузен — 23 февраля 1822) — орнитолог, зоолог, ботаник и лесовед.

## Биография
Родился 11 июля 1757 года в Вальтерсхаузене (герцогство Гота). Посещал гимназию в Готе, затем изучал богословие, естественные науки, лесоводство и камеральные науки в Йене (1776—1780); с 1785 года преподавал естествознание и математику в Зальцмановском институте (нем. Salzmannschule Schnepfenthal) в пригороде Вальтерсхаузена.
Впервые обратил на себя внимание сочинением: «Gemeinnützige Naturgeschichte Deutschlands» (4 тома, Лейпциг, 1789—1795; 2-е изд., 1801—1809).
Так как предложенный им в 1791 году герцогу Готскому план учебного заведения для преподавания лесоведения не был принят, то он в 1794 году сам основал такое учебное заведение в имении Кемнат близ Вальтерсхаузена. В то же время он основал Лесное и охотничье общество (нем. Societät für Forst- und Jagdkunde), которое издавало свои записки (Annalen) и журнал «Диана». Несмотря на то, что учебное заведение его было прекрасно организовано, Бехштейн не мог получить от правительства никакой поддержки для него и поэтому в 1800 году принял предложение занять место директора во вновь устроенной Мейнингенском лесном институте. С 15 сентября был членом Леопольдины. В 1806 году он был удостоен звания почётного доктора университета Эрлангена; в 1808 году был избран членом-корреспондентом Баварской академии наук, с 1812 года — член-корреспондент Прусской академии наук.
Среди предметов его интереса была и аквариумистика; в научных целях он держал большое количество рыб и земноводных.
Его именем названы дрозд (Turdus bechsteinii) и летучая мышь — Длинноухая ночница (Myotis bechsteinii).
Бехштейн был членом майнингенской масонской ложи Charlotte zu den drei Nelken (нем.).
Умер 23 февраля 1822 года.